# Barrage Presidente Guadalupe Victoria
Le barrage Presidente Guadalupe Victoria est un barrage placé dans la municipalité de Durango dans l'état de Durango au nord-ouest du Mexique sur le Rio Tunal,.